# أبو القزاز
أبو القزاز هي قرية صغيرة تتبع محافظة الوجه التابعة لمنطقة تبوك بالمملكة العربية السعودية. تقع قرية أبو القزاز شمال شرق محافظة الوجه على بعد 70 كيلو متر وبالغرب عن قرية بداء حيث تبعد حوالي 29 كيلو متر حيث يربطها طريق أسفلتي وتعتبر من القرى التاريخية كونها مهبط واستراحة للرحل والمسافرين قديماً.